# シャカビーチ〜Laka Laka La〜
「シャカビーチ〜Laka Laka La〜」（シャカビーチ ラカ ラカ ラ）は、UVERworldの8枚目のシングルである。発売元は、gr8!records(SME)。

## 概要
3rdシングルjust Melody以来のノンタイアップシングル。メディア露出も極端に少なかったが、オリコンチャートにて初登場2位を記録。2010年6月〜7月に行われたレコチョク「夏うたランキング」では、第6位にランクインした。
キャッチコピーは、『ド夏到来！灼熱の日本列島を疾走する、UVERworld初のシーズナルソング』。
初回限定盤にはDVDか付属した。

## 収録内容
CD
全作詞：TAKUYA∞
1. シャカビーチ〜Laka Laka La〜
  - 作曲：UVERworld、編曲：UVERworld, 平出悟

UVERworldでは稀なサンバ調の楽曲。仮タイトルは「samba」。TAKUYA∞によれば、真太郎をイメージして作曲したとのこと。「シャカビーチ」のシャカはハワイの挨拶および、英語における「シェイク（混ぜる）」も内包しており、ビーチを「揺らせ」という意味がある。PVではファンクラブから募集したエキストラ80人と撮影。撮影時間は、当時では最長となる約18時間。由比ガ浜と横須賀で撮影された。バーの演奏では、倉庫を利用している。前作に続き、久保茂昭が監督を勤めた。最後の無音部分は音量を上げることで裏歌詞を聴くことができる。TAKUYA∞は「UVERworldのファンは低年齢層が多いから、シャカビーチ以上の過激な歌詞は書かない」と雑誌のインタビューで答えていた。
2. Rainy
  - 作曲：TAKUYA∞、編曲：UVERworld, 平出悟

冒頭のピアノはTAKUYA∞によるもの。TAKUYA∞がピアノを演奏するのは、4thシングル「Colors of the Heart」のカップリング曲「一人じゃないから」（2ndアルバム『BUGRIGHT』にも収録）以来2度目である。TAKUYA∞は『UVER家のTV』にて「冒頭のピアノは適当に弾いているから、また弾けといわれても弾けない」と語っていた。
3. sorrow[file named “moment”]
  - 作曲・編曲：TAKUYA∞

曲が始まるまで4分弱が無音である。これはデビュー日である7月6日にちなみ、楽曲の収録時間を7分06秒にするためである。2007年11月2日放送の『MUSIC STATION』内のコーナー、『Mトピ』にて当該エピソードが紹介された。ライブでは、序盤にあるTAKUYA∞のヒューマンビートボックスの部分から「Mixed-Up」（1stシングル「D-tecnoLife」カップリング）へ繋げている。この曲についてTAKUYA∞は「賛否両論が分かれるだろう」と語っている。

## 初回生産限定盤
DVD
1. Burst
"UVERworld BUGRIGHT TOUR 2007"の追加公演として、2007年の4月27日から4月30日にかけて行われた"UVERworld BUGRIGHT TOUR 2007 〜Toward endscape〜"における、4月27日のZepp Tokyoでのライブ映像。
2. UNKNOWN ORCHESTRA
"UVERworld BUGRIGHT TOUR 2007"の追加公演として、2007年の4月27日から4月30日にかけて行われた"UVERworld BUGRIGHT TOUR 2007 〜Toward endscape〜"における、4月27日のZepp Tokyoでのライブ映像。
3. UVERworld“JUMP CLIPS”
UVERworldのライブやPVにて演奏中にジャンプする様子を編集した映像。映像で流れる楽曲は「Nitro」。

## 収録アルバム
1. シャカビーチ〜Laka Laka La〜
  - 3rdスタジオ・アルバム『PROGLUTION』にアルバムバージョンとして「シャカビーチ〜Laka Laka La〜 (album ver.)」を収録。
  - 1stベスト・アルバム『-Neo SOUND BEST-』
2. Rainy
  - なし
3. sorrow[file named “moment”]
  - なし